# Hrebienok
Hrebienok és una petita estació d'esquí a les muntanyes Tatra, al nord d'Eslovàquia. Està connectada per funicular amb la vila de Starý Smokovec, que al seu torn és part de la línia de tren Tatra Electric. Se situa a una altitud de 1285 metres.

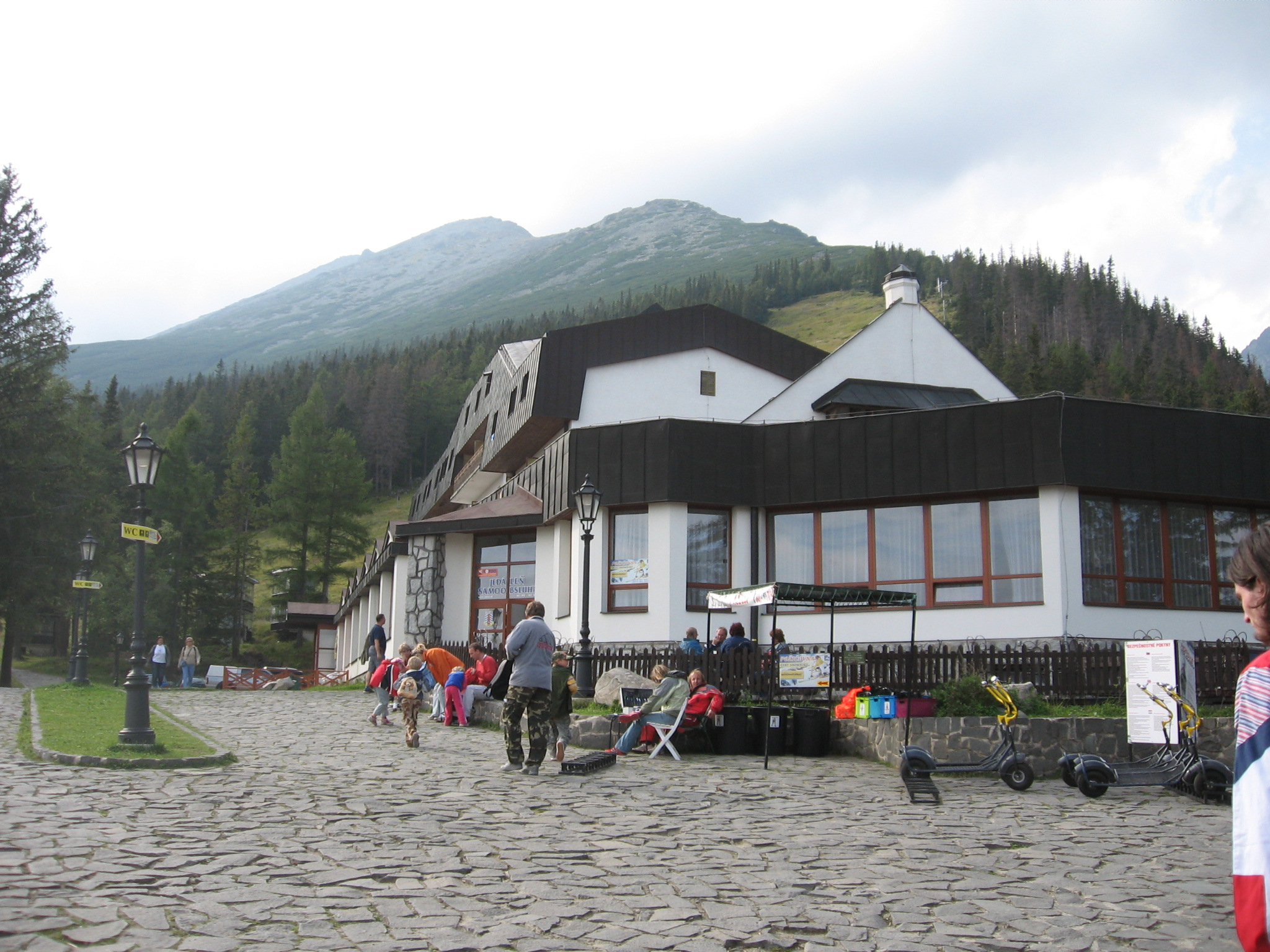
Hrebienok a l'estiu.